# Xã Goshen, Quận Champaign, Ohio
Xã Goshen (tiếng Anh: Goshen Township) là một xã thuộc quận Champaign, tiểu bang Ohio, Hoa Kỳ. Năm 2010, dân số của xã này là 3.696 người.